# 南相馬市馬事公苑
南相馬市馬事公苑（みなみそうましばじこうえん）は福島県南相馬市原町区にある南相馬市営の馬術競技施設。

## 概要
旧原町市の時代、1995年（平成7年）のふくしま国体の馬術競技会場として整備された。
馬術競技用のコースの他、全27ホールのディスクゴルフのコースがある。
2011年（平成23年）の東日本大震災や福島第一原子力発電所事故の影響でしばらく休園していたが、その後、2015年（平成27年）に除染等の作業を終え、再開した。

## 競技施設
走路一周1,000m 幅18m（砂）
障害馬術馬場100m×約140m（砂）
馬場馬術馬場100m×130m（砂）
野外走路1,000m 幅20m（砂）
野外騎乗コース2,000m
覆馬場70m×40m（屋内、砂）
ディスクゴルフコース27ホール

## アクセス
- 常磐自動車道南相馬ICから福島県道34号相馬浪江線経由で約20分